# Warcraft III World Editor
Warcraft III World Editor är ett engelskspråkigt program utvecklat av Blizzard Entertainment för att skapa banor till Warcraft III. Den är indelad i flera olika delar: Sound Editor, Terrain Editor, Object Editor, Campaign Editor, Import Editor samt Artificial Intelligence Editor.
Grundinställningen är en jordtäckt bana av näst minsta kvadratstorlek, med mediumstort rutnät. Genom att skapa en ny mall kan man välja storlek på banan i två dimensioner, förinställd bastextur och om banan ska vara under vatten, och om så är fallet grunt eller djupt (till exempel två klippnivåer kan också ställas in hur högt ovanför "urberg" banans bastextur ska befinna sig). Under View-menyn kan man ställa in om väder, himmel, blight m.m. ska visas. För att manipulera banans terräng och placera ut objekt och enheter väljer man lager under Layer-menyn. Kameror och regioner kan också placeras ut för användning i Trigger Editorn. För att manipulera väder, himmel, tid på dygnet och datauppsättning med mera använder man Scenario-menyn. Om en palett inte är uppe eller inte ska användas kan man ställa in storlek på "borsten" (eng. brush) under Tool-menyn.

## Trigger Editor
Det är med Trigger Editor som man kan skapa interaktiva scenarion, filmer, dialoger och särskilda effekter i banans omgivning. Trigger Editor är en nästan oändlig metod att få spelplanen att "göra" saker vid vissa tillfällen. Triggers är indelad i tre delar: event, condition och action. Event är när action ska hända, det kan vara till exempel "Unit Enters (Area)" eller "Passed Time In Game (Seconds)". Condition använder man för att bestämma vad som krävs för att action ska hända, kan se ut så här: "(Triggering Unit) Equal to (Footman)" eller "(Ability Being Cast) Equal to (Holy Light). Action är det som händer när Event och Condition stämmer, Action kan vara "Kill Triggering Unit" eller "Create Lightning Effect at (Point)".